# Копринка (язовир)
 Тази статия е за язовир Копринка.  За разположеното в близост село вижте Копринка.  За едноименния род гъби вижте Копринки.
„Копринка“ (от 14 март 1950 г. до 27 ноември 1992 г. наричан „Георги Димитров“) е язовир в централна България, разположен на горното течение на река Тунджа в област Стара Загора.
Язовирът е основното съоръжение на Хидровъзел „Копринка“, който има комплексно предназначение – напояване, промишлено водоснабдяване и електропроизводство.

## Местоположение
Язовирът е разположен в землищата на селата Копринка, Долно Сахране, Горно Черковище и Виден, по течението на река Тунджа в западната част на Казанлъшката котловина, на 3 km от град Казанлък. Дълъг е около 7 km и има множество ръкави и заливи.

## История
Идеята за изграждането на язовир на реката възниква в началото на XX век. За тази цел през 1923 г. се създава Водният синдикат „Тунджа“, който през 1928 г. изготвя проект за язовирна стена при село Копринка и за деривация до Стара Загора. Поради липса на средства синдикатът преустановява дейността си през 1935 г.
След Втората световна война идеята се подновява. Проектирането е извършено през 1946 г. от „Енергохидропроект“, като проектанти на язовирната стена са инженерите Минчо Иванов и Иван Савов, а главният напоителен канал е проектиран от инженер Разсолков. Нарочно създадената строителна секция „Копринка“ към Министерството на строежите започва строителството през 1947 г. Две години по-късно към Министерството на енергетиката се създава държавно стопанско предприятие „Копринка“, което продължава строителството. Завиряването на язовира започва през 1954 година, а официалното му откриване е на 6 септември 1955 година.
При строителството на язовир „Копринка“ е разкопан и изцяло проучен тракийският град Севтополис от специалисти археолози към Археологически институт при БАН.
През 1962 година е извършено значително преустройство на преливника на язовира, с което завиреният му обем е увеличен с повече от 50%. По време на военни учения през 60-те години в язовира потъва танк, но екипажът му се спасява, а самият танк е изваден по-късно. Язовирът е напълно източен през 1984 година, за да бъде ремонтиран основният му изпускател.
На 23 август 2004 г. двете водноелектрически централи на хидровъзела и прилежащата им инфраструктура са приватизирани, като са продадени на търг за 16,2 млн. лева на „Енерго-Про България“.

## Технически характеристики
Площта на водосборната област на язовира е 861 km², средногодишният валеж – 741 mm, a средногодишната валежна маса – 638×106 m³.
Язовирната стена е с комбинирана конструкция – с каменнозидана (59% от дължината) и земнонасипна част (41% от дължината). Височината ѝ е 44,0 m, а дължината по короната е 834,0 m. Котата на короната е 392,20 m. Преливникът е разположен в десния скат, има капацитет 1100 m³/s и е оборудван с 5 преливни клапи с електромеханично задвижване и с размери 8,25/5,00 m. Основният изпускател се състои от две стоманени тръби с общ капацитет 100 m³/s.
Язовирът има функции на годишен изравнител. Общият му завирен обем е 142,2 млн. m³, а залятата площ е 12,5 km².

## Хидровъзел „Копринка“
Хидровъзел „Копринка“ включва язовир „Копринка“ със система от напоителни и водоснабдителни съоръжения и две водни електроцентрали.
ВЕЦ „Копринка“ е подязовирна централа, пусната в експлоатация през 1954 година и има една турбина тип „Каплан“ с инсталирана мощност 7,0 MW. Максималното водно количество на централата е 25 m3/s, а средногодишното производство на електричество се равнява на 12,7 MWh. Централата има долен изравнител, а част от обработените води се подават по напоителни канали към Казанлъшката котловина.
Водите от долния изравнител на ВЕЦ „Копринка“ се подават по главен деривационен канал с дължина 38,9 km към Стара Загора. Каналът е основен източник на промишлено водоснабдяване на Стара Загора и режимът на работа на електроцентралите се определя до голяма степен от водоснабдителните нужди. В канала се вливат осем допълнителни водохващания. Деривацията включва безнапорен тунел с дължина 13 km, оразмерен за 22 m³/s и заустващ в горния изравнител на ВЕЦ „Стара Загора“.
ВЕЦ „Стара Загора“ е деривационна водноелектрическа централа, захранвана от главния деривационен канал на язовир „Копринка“ и въведена в експлоатация през 1955 година. Падът на водата от деривацията е 132 m. Централата е оборудвана с 2 турбини тип „Францис“ с обща инсталирана мощност 22,4 MW. Средногодишното производство на ВЕЦ „Стара Загора“ е 52 GWh. Обработените води постъпват в долен изравнител, откъдето се подават към напоителна система.

## Археология и туризъм
Околността предлага добри условия за туризъм, риболов и водни спортове.
От 2003 г. всяка година през септември Национално движение „Русофили“ провежда национален събор на приятелите на Русия край язовира. През 2015 г. на 12-ия национален събор на русофилите в България край язовир „Копринка“ се събират над 12000 души.